# Iso Akonjärvi
Iso Akonjärvi är en sjö i Finland. Den ligger i kommunen Kuhmo i landskapet Kajanaland, i den östra delen av landet, 500 km nordost om huvudstaden Helsingfors. Iso Akonjärvi ligger 207,4 meter över havet. Den ligger vid sjön Pieni Akonjärvi. I omgivningarna runt Iso Akonjärvi växer i huvudsak barrskog. Den är 2,3 meter djup. Arean är 56 hektar och strandlinjen är 4,13 kilometer lång. Sjön  ingår i Uleälvens huvudavrinningsområde. 